# Verdoglobin

Wahrscheinliche Struktur der prostetischen Gruppe in Sulfhämoglobin.

Verdoglobin oder Sulfhämoglobin ist eine organisch-chemische Verbindung und zählt zur Gruppe  der cyclischen Tetrahydropyrrole, es enthält Schwefel und ein Hämoglobin-Ringsystem. Felix Hoppe-Seyler bezeichnete es als Schwefelhämoglobin. Nach der Nomenklatur von Kiese und Kaeske lautet die Bezeichnung VerdoglobinS. (Man unterschied früher Verdoglobin S, was dem Sulfhämoglobin entspricht, von Verdoglobin A und Verdoglobin CN.)
Sulfhämoglobin ist ein relativ stabiles, nichtfunktionelles Hämoglobinderivat, das sich manchmal beim oxidativen Abbau von Hämoglobin bildet. Danach verbleibt es in der Zelle. Im Gegensatz zu Hämoglobin ist es hellgrün.
Bei Schwerbrandverletzten tritt Verdoglobin in Urin auf und färbt ihn grün, wenn eine Sepsis durch Pseudomonas-Infektion vorhanden ist. Verdoglobin kann fluorimetrisch bestimmt werden. Eine Sulfhämoglobinämie bzw. Verdoglobinämie (das Auftreten von Sulfhämoglobin bzw. Verdoglobin im Blut) bei vermehrter Bildung von Sulfhämoglobin (Verdoglobin S) bzw. Verdoglobin A kann in seltenen Fällen als unerwünschte Wirkung durch bestimmte Arzneistoffe auftreten. Die klinische Symptomatik ist in der Regel weniger schwerwiegend als bei der Methämoglobinämie, obwohl Sulfhämoglobin sowohl irreversibel gebildet wird als auch den  Sauerstofftransport nicht übernehmen kann.